# Intermeccanica

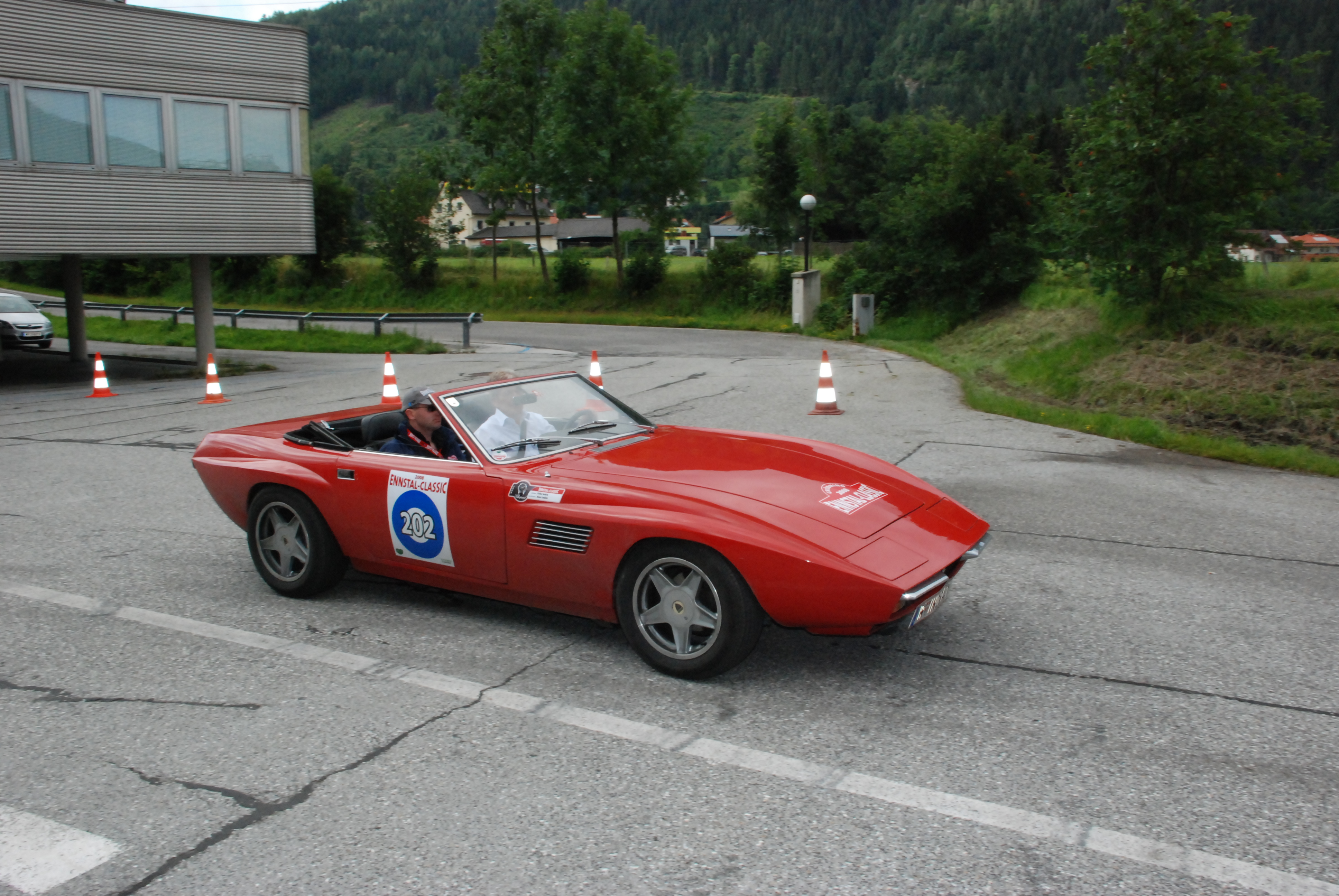
Intermeccanica Indra

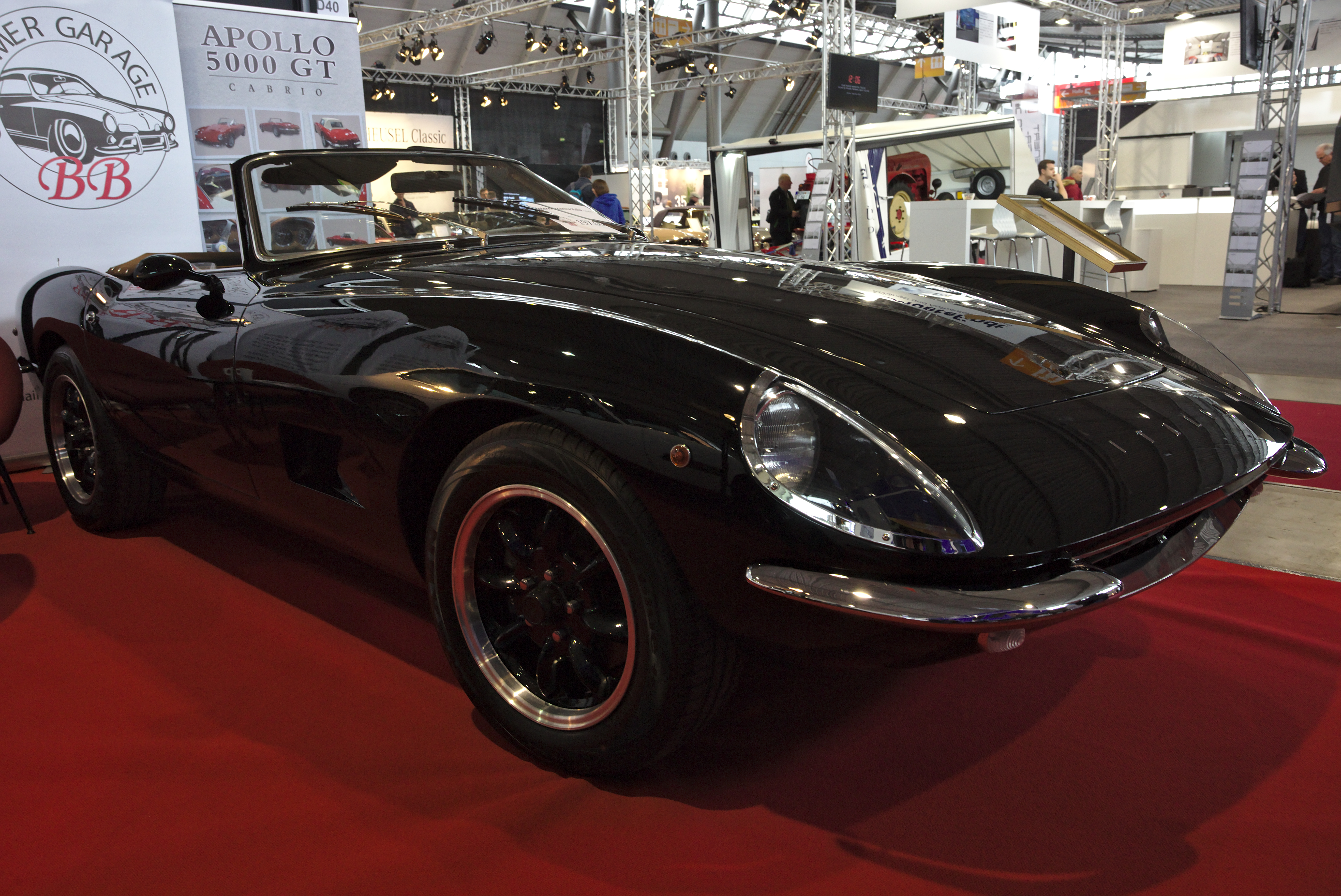
Intermeccanica Italia Spyder

Intermeccanica is een automerk dat begin jaren zestig werd opgericht door Frank Reisner, een Hongaar met een Amerikaans paspoort die in Italië woonde. Het bedrijf verhuisde in 1975 naar San Bernardino (Californië) en is sinds in 1981 gevestigd te Vancouver.
Reisner bouwde in Moncalieri, vlak bij Turijn enkele auto's. Later nam hij samen met Erich Bitter ook enkele andere kleinere merken onder hun vleugels: Omega, Apollo en Griffith. In 1975 besloot Reisner om terug te keren naar de Verenigde Staten om daar replica's te maken van Porsche's. 

## Modellen

### Eigen modellen

#### Intermeccanica Italia
Het tweede model van Intermeccanica was de Italia, een tweepersoons cabriolet. Deze werd niet verkocht onder de naam Intermeccanica, maar gewoon als Italia. Er zat een V8 motor van Ford onder de motorkap, die goed was voor 5766cc. Het ontwerp was getekend door Franco Scaglione. Van de wagen werden er tussen 1966 en 1970  ongeveer 500 gemaakt. De eerste drie jaar was het model enkel in cabriolet te verkrijgen, daarna werden ze ook als coupé verkocht.

#### Intermeccanica Indra
Op het autosalon van Genève in 1971 stond er een nieuw model van Intermeccanica. Het was de Indra. Een cabriolet met een 2784cc Opel zes-cilinder op een ingekort Opel Diplomat-chassis. Later werd ook een coupé-versie ontworpen met een V8-motor van 5354cc. Van het model werden er maar enkele gebouwd.

### Replica's

#### Intermeccanica Roadster (1959 Porsche replica)
De Intermeccanica Roadster is een replica van de 1959 Porsche 356-A Convertible "D" van hoge kwaliteit.

#### Intermeccanica Speedster 6 (Porsche replica)
De Intermeccanica Speedster 6 is een replica in hoge kwaliteit van de 1959 Porsche 356 Convertible “D”.

#### Intermeccanica Kubelwagen TYP82 (Porsche/VW replica)

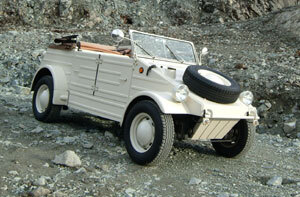
Intermeccanica Kubelwagen

De Intermeccanica Kubelwagen TYP82 is een replica van de door Volkswagen uitgebrachte Volkswagen Kübelwagen. Het design is van Porsche en komt uit 1939. De carrosserie bestaat uit één stuk en wordt in Canada geproduceerd. De wagen is een vierzitter cabrio, waar een windscherm in past (op het orginineel uit 1940 kan dit niet). De kap is van stof en zit op een schaarmechanisme. Er zit ook net zoals in het origineel een driespaaks stuur in. Het model kan worden geleverd met naar keuze een motor van 75 PK, 100 PK of 140 PK.